# Liste der Kulturdenkmäler in Reibertenrod
Die folgende Liste enthält die in der Denkmaltopographie ausgewiesenen Kulturdenkmäler auf dem Gebiet des Ortsteils Reibertenrod der  Stadt Alsfeld, Vogelsbergkreis, Hessen.
Hinweis: Die Reihenfolge der Denkmäler in dieser Liste orientiert sich an der Anschrift, alternativ ist sie auch nach der Bezeichnung, der vom Landesamt für Denkmalpflege vergebenen Nummer oder der Bauzeit sortierbar.
Kulturdenkmäler werden fortlaufend im Denkmalverzeichnis des Landes Hessen durch das Landesamt für Denkmalpflege Hessen auf Basis des Hessischen Denkmalschutzgesetzes (HDSchG) geführt. Die Schutzwürdigkeit eines Kulturdenkmals hängt nicht von der Eintragung in das Denkmalverzeichnis des Landes Hessen oder der Veröffentlichung in der Denkmaltopographie ab.

| Bild             | Bezeichnung               | Lage                                                  | Beschreibung | Bauzeit                | Objekt-Nr. |
| ---------------- | ------------------------- | ----------------------------------------------------- | --- | ---------------------- | ---------- |
| Bild gesucht BW  | Gesamtanlage Reibertenrod | Gesamtanlage Lage                                     | Die Gesamtanlage der Ortschaft umgrenzt die erhöht befindliche Bebauung der Mittel- und Eichwaldstraße sowie des Hirtgartens. Besonders ortsbildprägend sind die Wirtschaftsgebäude der westlichen Seite der Eichwaldstraße.                                                                |                        | 12566 DDB  |
| Hofanlage        | Hofanlage                 | Am Bornweg 1 LageFlur: 1, Flurstück: 62/4             | 1804 datierte, dreiseitig freistehende Hofanlage an der westlichen Ortsrandlage. Das Wohnhaus erhebt sich in zwei Geschossen über einer hohen Sockelzone. | 1804                   | 12567 DDB  |
| Fachwerkwohnhaus | Fachwerkwohnhaus          | Hirtgarten 3 LageFlur: 1, Flurstück: 25/4             | 1744 datiertes Fachwerkwohnhaus, das sich in der Blickachse Orts-/Eichwaldstraße erhebt. Das Fachwerkgefüge des Hauses aus starken Hölzern zeugt vom Repräsentationsbedürfnis des Bauherren.                                                                                                | 1744                   | 12568 DDB  |
| Hofanlage        | Hofanlage                 | Mittelstraße 1 LageFlur: 1, Flurstück: 10/1           | Ortsbildprägender, dreiseitig erschlossener Hof aus dem Beginn des 20. Jahrhunderts Wohnhaus im Erdgeschoss in Massivbauweise, darüber repräsentatives Schmuckfachwerk. | Beginn 20. Jahrhundert | 12569 DDB  |
| Fachwerkwohnhaus | Fachwerkwohnhaus          | Mittelstraße 2 LageFlur: 1, Flurstück: 8/2            | Schlichtes Fachwerkwohnhaus am Beginn des Straßenzuges mit einer inschriftlichen Datierung aus dem Jahr 1750. An den Eckständern versteifen einfach verriegelte Mannfiguren mit zusätzlich eingestelltem Stiel das Fachwerkgefüge.                                                          | 1750                   | 12570 DDB  |
| Streckhof        | Streckhof                 | Willingshäuser Straße 8 LageFlur: 1, Flurstück: 47/2  | In Hinterhoflage befindlicher Streckhof aus dem Jahr 1796. Über einer soliden Sockelzone erhebt sich ein kräftiges Fachwerk in konstruktivem Gefüge aus einfach verriegelten Stockwerkstreben.                                                                                              | 1796                   | 13346 DDB  |
| Hofanlage        | Hofanlage                 | Willingshäuser Straße 10 LageFlur: 1, Flurstück: 49/2 | In Hinterhoflage befindliches Fachwerkwohnhaus des Ober Gleener Zimmermeisters Johann Jost Moeller. Über einer ausgeprägten Sockelzone erhebt sich das zweigeschossige Haus in einem Fachwerkgefüge aus doppelt verriegelten 3/4-Streben an den Eck- und Bundständern in beiden Geschossen. | 1811                   | 12572 DDB  |
| Wohnhaus         | Wohnhaus und Einfriedung  | Willingshäuser Straße 12 LageFlur: 1, Flurstück: 54/1 | Freistehendes, eine Torfunktion ausübendes Wohnhaus an der westlichen Ortsperipherie aus dem frühen 20. Jahrhunderts. Untergeschoss massiv, darüber mit Schindeln verkleidetes, uneinsichtiges Fachwerkgefüge.                                                                              | Beginn 20. Jahrhundert | 12573 DDB  |